# Kwiryna
Kwiryna – żeński odpowiednik imienia Kwiryn o łacińskim pochodzeniu.
W innych językach:
- niderlandzkim – Quirina, Quirine, Krijna[2]
- macedońskim – Kvirina, Kirina[2].

Kwiryna imieniny obchodzi 30 marca, 4 kwietnia i 4 czerwca.

## Osoby o imieniu Kwiryna
- Kwiryna Handke – polonistka.

- Kwiryna – jedna spośród bohaterek powieści Poli Gojawiczyńskiej Dziewczęta z Nowolipek[6].